# ۰۰۵
بازی ۰۰۵، در اکتبر سال ۱۹۸۱ میلادی توسط شرکت سگا برای دستگاه‌های آرکید در ژاپن تولید و منتشر گردید. سپس در دسامبر همان سال توسط شرکت Gremlin Industries در کشور آمریکا توزیع گردید.

## گیم پلی
بازی ۰۰۵ یکی از اولین بازی‌های ویدئویی با تم مخفی کاری می‌باشد که در دهه ۸۰ (میلادی) تولید گردید
قهرمان بازی برای رسیدن به مقصد باید راه خود را از میان ساختمان‌ها و موانع بدون دیده شدن توسط دشمنان پیدا کند.

## داستان
داستان بازی در مورد یک مأمور به نام ۰۰۵ است که وظیفه دارد یک محموله را به یک هلیکوپتر برساند.

## گرافیک
گرافیک این بازی دو بعدی و نمای دوربین از بالا می‌باشد. دستگاه‌های آرکید این بازی قابلیت تولید تصاویر رنگی بازی را دارا بودند.

## مشخصات دستگاه آرکید
- سی پی یو اصلی: زد ۸۰ (Zilog Z80)
- جهت صفحه نمایش: عمودی
- وضوح تصویری: ۲۲۴ در ۲۵۶ پیکسل
- پلت رنگ: ۶۴
- گرافیک: رنگی، رستر
- ورودی: اهرمک تک دکمه[۱]